# Кубок Английской футбольной лиги 2020/2021
Кубок Английской футбольной лиги 2020/2021 (англ. 2020–21 EFL Cup) — 61-й розыгрыш Кубка Футбольной лиги. Турнир также известен как Кубок Carabao (Carabao Cup), названный так в честь главного спонсора турнира — производителя энергетических напитков Carabao Energy Drink. В нём примет участие 92 команды, представляющих Премьер-лигу и Футбольную лигу.
Действующий обладатель титула — «Манчестер Сити».

Победитель турнира получит путёвку в третий квалификационный раунд Лиги Европы УЕФА.

## Участники

### Распределение команд
К третьему раунду в турнире остаётся 32 команды. В первом раунде в турнире участвуют 70 из 72 команд Футбольной лиги. Во втором раунде в борьбу вступают 13 клубов Премьер-лиги и два лучших клуба, вылетевших в Чемпионшип в предыдущем сезоне. В третьем раунде в турнир вступают клубы Премьер-лиги, участвующие в еврокубках («Арсенал», «Челси», «Лестер Сити», «Манчестер Сити», «Манчестер Юнайтед», «Ливерпуль» и «Тоттенхэм Хотспур»).

## Первый раунд
В первом раунде сыграли 70 команд: по 24 из Второй лиги и Первой лиги, и 22 из Чемпионшипа.

Жеребьевка производилась по географическому принципу — команды были поделены на «северную секцию» и «южную секцию», пары участников определялись исключительно внутри своих секций.

## Второй раунд
В этом раунде приняло участие 50 клубов: 13 клубов текущего сезона Премьер-лиги, не участвовавших в еврокубках; 2 клуба Чемпионшипа, которые заняли 18 и 19 места в Премьер-лиге по итогам предыдущего сезона; 35 победителей первого раунда кубка Лиги.

## Третий раунд
В борьбу за трофей на этой стадии турнира включились клубы, участвующие в еврокубках в текущем сезоне. Правило разделения по географическому принципу с этого раунда не применяется.

## Четвёртый раунд
В четвёртом раунде принимали участие 16 команд:
- Манчестер Сити
- Тоттенхэм Хотспур
- Челси
- Ливерпуль
- Арсенал
- Манчестер Юнайтед
- Ньюкасл Юнайтед
- Астон Вилла
- Сток Сити
- Фулхэм
- Брентфорд
- Вест Хэм Юнайтед
- Эвертон
- Брайтон
- Бернли
- Ньюпорт Каунти

## Четвертьфиналы
В четвертьфинале приняли участие 8 команд.

### Матчи
| 22 декабря 2020 | Брентфорд | 1:0 | Ньюкасл Юнайтед |  |
| 19:30 GMT       |           |     |                 |  |

| 22 декабря 2020 | Арсенал | 1:4 | Манчестер Сити |  |
| 22:00 GMT       |         |     |                |  |

| 23 декабря 2020 | Сток Сити | 1:3 | Тоттенхэм |  |
| 19:30 GMT       |           |     |           |  |

| 23 декабря 2020 | Эвертон | 0:2 | Манчестер Юнайтед |  |
| 22:00 GMT       |         |     |                   |  |

## Полуфиналы

### Матчи
| 5 января 2021 | Тоттенхэм | 2:0 | Брентфорд |  |
| 21:45 GMT     |           |     |           |  |

| 6 января 2021 | Манчестер Юнайтед | 0:2 | Манчестер Сити |  |
| 21:45 GMT     |                   |     |                |  |

## Финал
| 25 апреля 2021 | Манчестер Сити    | 1:0 | Тоттенхэм |                                  |
| 18:30 GMT      | Эмерик Ляпорт 82′ |     |           | Зрителей: 7,773 Судья: Пол Тирни |